# ホットジャズライン
『ホットジャズライン』は、ラジオ関西で放送された、ジャズを専門に扱った番組である。
ラジオ関西では1952年の開局当初に電話リクエストを日本で初めて試みるなど、洋楽の街・神戸にふさわしい音楽番組を多数放送しているが、この番組は1980年ごろからそれまで放送した洋楽専門番組『ミュージックシャトル』の後番組として平日の毎夜21時台（野球中継により変動あり）で放送された『ジャズタイム9』を母体としている。中波民放ラジオ局では珍しいジャズを専門に扱った番組である。
その後、深夜枠（1時台：平日の最終番組）に移り『ミッドナイトジャズスペシャル』を経て、2時台に移動しこのタイトルに変更される。番組開始当初はラジオ関西の音楽番組のディレクターとして活躍し、後にジャズ音楽評論家として活躍する末広光夫が担当し、後に大牧暁子がメンバーに加わった。21世紀に入った頃からは帯番組から毎週木曜深夜（金曜未明）の2時から2時30分の番組のみとなり、末広と大牧が隔週で担当していたが、2004年3月をもって終了した。

## 関連番組
- 神戸ジャズタイム
- 神戸洋楽物語
- 名曲ラジオアワー